# Ayla Aksu
Ayla Aksu (15 de juliol de 1996) és una jugadora de tennis turca. Juga per l'Enkaspor d'Adana. Aksu també juga a la selecció turca.
Aksu, juntament amb Melis Sezer ha guanyat, en dobles femenís, el campionat d'Antalya 2015, jugant en la final contra M. Gutiérrez i M. Martínez. Ha guanyat su primera copa individual l'any 2015 en la Copa Sinan Südaş, guanyant en la final a la françesa Carla Touly, i la seconda a Bursa.